# Llandudno Junction
Llandudno Junction (Walisisch: Cyffordd Llandudno) ist ein Ortsteil der Community Conwy im Conwy County Borough in Wales. Der Ort entstand um den gleichnamigen Bahnhof der North Wales Coast Line. Auch die Conwy Valley Line, die Llandudno mit Blaenau Ffestiniog verbindet, nutzt den Bahnhof. Da die meisten Passagiere Besucher des Ortes Llandudno waren, bekam der Bahnhof diesen Namen.
Vor der Ankunft der Eisenbahn war der Name des kleinen Dorfes Tre Marl. Umgangssprachlich wird der Ort „The Junction“ oder auch nur „Junction“ genannt.

## Lage
Früher gehörte der Ort zur Pfarrei Llangystennin, danach zur Gemeinde Creuddyn. Er liegt etwa dreieinhalb Meilen südlich von Llandudno am Ostufer des Flusses Conwy. Auf der anderen Seite des Flusses, der hier in die Conwy Bay mündet, liegt die historische Stadt Conwy.
Den Fluss überqueren drei Brücken: eine alte Eisenbahnbrücke, die von Robert Stephenson gebaut wurde, eine alte Hängebrücke, die von Thomas Telford gebaut wurde, und eine neuere Brücke, über die insbesondere der Autoverkehr verläuft, die Llandudno Junction mit Conwy verbindet. Unter dem Fluss hindurch verläuft der Tunnel, in dem sich die Schnellstraße A55 befindet. Im Norden geht Llandudno Junction in die Stadt Deganwy über. Im Osten führt die alte Straße nach Fochdre und Colwyn Bay.

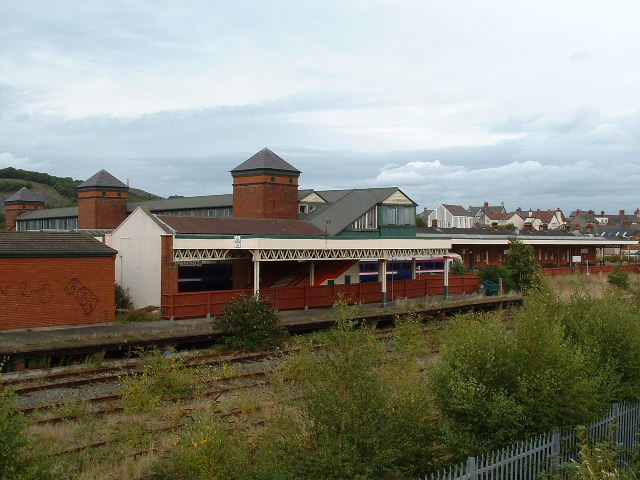
Bahnhof Llandudno Junction

## Gebäude
Das bekannteste Gebäude der Stadt ist der Bahnhof Llandudno Junction.
Auf dem alten Hotpoint-Fabrikgelände am Rande des Ortes befinden sich die neuen Regionalbüros des Walisischen Parlaments in Nordwales.
Am Rande des Ortes, zwischen dem Bahnhof und der A55, gibt es einen großen Supermarkt und ein Kino mit mehreren Sälen.
Im September 2016 fusionierten die beiden Grundschulen in Llandudno Junction, Ysgol Maelgwn und Ysgol Nant-y-Coed, zu einer neuen Schule: Ysgol Awel y Mynydd.

## Vogelschutzgebiet Glan Conwy
In der Nähe der Kreuzung am Ufer des Flusses Conwy befindet sich das Vogelschutzgebiet Glan Conwy, das von der Royal Society for the Protection of Birds (RSPB) betreut wird und ein guter Ort ist, um alle Arten von Wasservögeln zu beobachten. Das Gebiet erstreckt sich von der Kreuzung bis in die Nähe des Dorfes Glan Conwy. Dort gibt es Besuchereinrichtungen sowie Wanderwege durch das Feuchtgebiet.